# Жабриця звивиста
Жабриця звивиста (Seseli tortuosum) — вид рослин з родини окружкових (Apiaceae), поширений у Північній Африці, Південній Європі, Західній Азії. Етимологія: лат. tortuosus — «звивистий».

## Опис
Дворічна рослина. Ціла рослина сірувато-зелена. Стебла гнучкі, округлі, дрібно-смугасті, висотою 20–50 см. Плоди продовжено-еліпсоїдні або яйцеподібні, хребти високі, майже крилаті, вентральні гребені ширше інших, 3.5–4.3 × 1.8–2.2 мм. Багаторічна рослина. Квітки білі або червонуваті. 

## Поширення
Поширений у Північній Африці, Південній Європі, Західній Азії. Зростає на сухих кам'янистих і піщаних схилах, степах, пасовищах і галявинах.
В Україні зростає на пісках і степах — в Лісостепу, Степу та Криму.